# I Got You (Nick Carter)
I Got You è il terzo singolo dal cantante statunitense, Nick Carter. È stato scritto da Max Martin e Rami Yacoub per il primo album in studio da solista di Carter, Now or Never. I Got You è stato pubblicato il 14 febbraio 2003, ed è stato un grande successo in Europa, Sud-Est Asia e Australia.

## Tracce
1. I Got You
2. Rockstar Baby

## Classifiche
| Classifica | Posizione raggiunta |
| ---------- | ------------------- |
| Germania   | 87                  |
| Austria    | 74                  |
| Italia     | 23                  |
| Belgio     | 41                  |